# Тиг (Тексас)
Тиг (енгл. Teague) град је у америчкој савезној држави Тексас. По попису становништва из 2010. у њему је живело 3.560 становника.

## Демографија
Према попису становништва из 2010. у граду је живело 3.560 становника, што је 997 (21,9%) становника мање него 2000. године.
| Група             | 2000.         | 2010.         |
| Белци             | 2.647 (58,1%) | 2.126 (59,7%) |
| Афроамериканци    | 1.261 (27,7%) | 677 (19,0%)   |
| Азијати           | 9 (0,2%)      | 7 (0,2%)      |
| Хиспаноамериканци | 615 (13,5%)   | 714 (20,1%)   |
| Укупно            | 4.557         | 3.560         |